# Архарлы (Алакольский район)
Архарлы (каз. Арқарлы) — село в Алакольском районе Жетысуской области Казахстана. Административный центр и единственный населённый пункт Архарлинского сельского округа. Код КАТО — 193437100.

## Население
В 1999 году население села составляло 1130 человек (588 мужчин и 542 женщины). По данным переписи 2009 года, в селе проживало 611 человек (310 мужчин и 301 женщина).